# Acide muconique
L’acide muconique est un composé chimique de formule HOOC–CH=CH–CH=CH–COOH. C'est un acide dicarboxylique linéaire à six atomes de carbone présentant deux double liaisons qui définissent trois diastéréoisomères :
|             |           |         |
| trans,trans | cis,trans | cis,cis |
Parmi ceux-ci, c'est l'acide trans,trans-muconique qui présente un intérêt biologique en tant que métabolite de la dégradation du benzène chez l'homme. Sa détection dans l'urine constitue un marqueur de l'exposition au benzène dans l'environnement du patient,.